# Prix Nemmers
Les prix Nemmers (en anglais : Nemmers Prize) sont plusieurs séries de prix biennaux décernés par l'université Northwestern à Evanston (Illinois). 
Ils ont été créés grâce à un legs d'Erwin Esser Nemmers, ancien enseignant d'économie à l'université Northwestern et de son frère Frederic Esser Nemmers, éditeur de musique. Le legs est d'un montant de 14 millions de dollars. 
Cinq prix sont décernés, tous les deux ans ; ils portent les noms de membres de la famille des donateurs : l'un est nommé d'après Frederic E. Nemmers, deux autres d'après leurs parents Mechthild Esser Nemmers et Erwin Plein Nemmers, un dernier d'après le grand-père Michael Ludwig Nemmers. Le dernier des prix, celui des sciencesde la terre, ne porte pas de nom spécifique. Le legs finance de plus quatre chaires d'enseignants à la Kellogg Graduate School of Management de l'université Northwestern.
« Les lauréats des prix doivent être reconnus comme des leaders renommés dans des institutions autres que Northwestern et  ont apporté des contributions durables à de nouvelles connaissances ou au développement de nouveaux modes d'analyse significatifs ».  Les lauréats des prix de la science médicale, de l'économie, des mathématiques et des sciences de la terre reçoivent chacun 200 000 et le gagnant de la composition musicale reçoit 100 000, ce qui fait de ces prix l'un des plus dotés dans leurs disciplines respectives.
Les lauréats de prix Nemmers passent chacun plusieurs semaines en résidence à Northwestern et interaction avec les étudiants et les professeurs par le biais de divers événements scientifiques au cours des années académiques.
| Nom du prix                          | nom anglais                                       | décerné depuis |
| ------------------------------------ | ------------------------------------------------- | -------------- |
| Prix Nemmers d'économie              | Erwin Plein Nemmers Prize in Economics            | 1994           |
| Prix Nemmers en mathématiques        | Frederic Esser Nemmers Prize in Mathematics       | 1994           |
| Prix Nemmers en composition musicale | Michael Ludwig Nemmers Prize in Music Composition | 2004           |
| Prix Nemmers en médecine             | Mechthild Esser Nemmers Prize in Medical Science  | 2016           |
| Prix Nemmers en sciences de la Terre | Nemmers Prize in Earth Sciences                   | 2018           |